# Kobiljak
Kobiljak es una localidad de Croacia en el municipio de Dvor, condado de Sisak-Moslavina.

## Geografía
Se encuentra a una altitud de 294 m s. n. m. a 105 km de la capital nacional, Zagreb.

## Demografía
En el censo 2011, la localidad estaba oficialmente deshabitada: en las primeras décadas del siglo XX llegó a contar con más de 500 habitantes.